# Itaquaquecetuba
Itaquaquecetuba, amtlich portugiesisch Município de Itaquaquecetuba, ist eine Großstadt im brasilianischen Bundesstaat São Paulo. Sie liegt in der Metropolregion São Paulo, etwa 40 km östlich vom Zentrum São Paulos. Im Jahr 2019 lebten in Itaquaquecetuba geschätzt 366.519 Menschen auf 82,622 km².

## Geschichte
Die Stadt wurde 1560 gegründet, als Jesuiten unter der Führung von José de Anchieta in die Gegend kamen, um zu missionieren. 1624 wurde eine erste Kirche, Nossa Senhora da Ajuda, erbaut. Diesen Namen hatte auch die Siedlung, die 1838 dann ihren heutigen Namen erhielt.

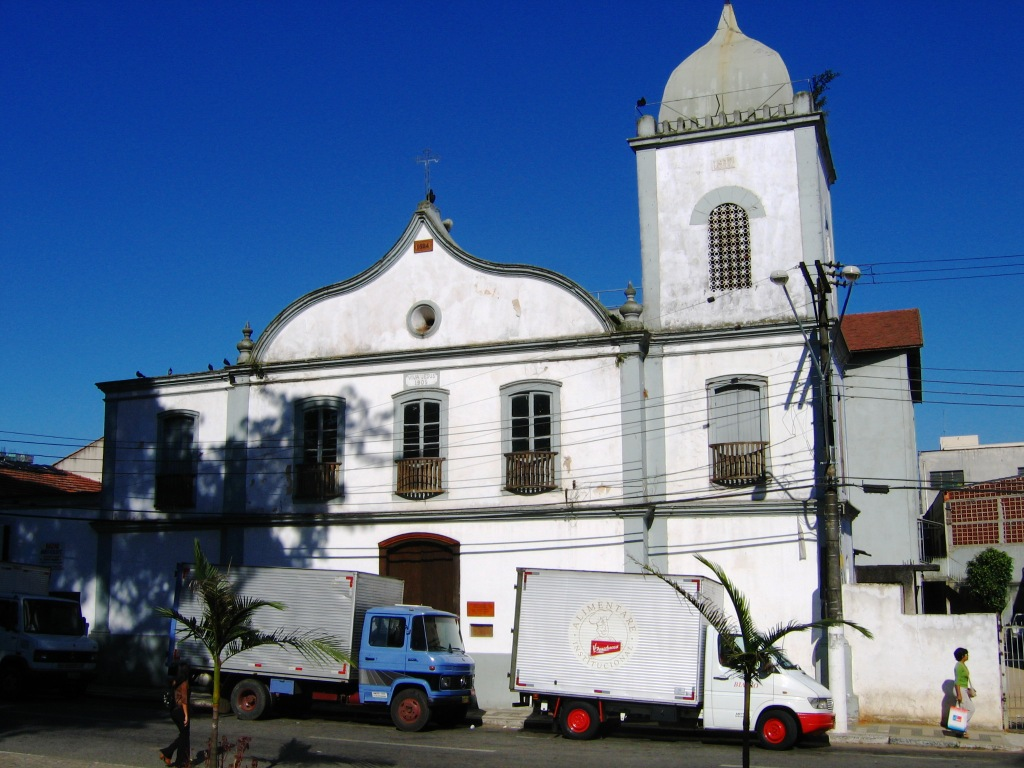
Erste Kirche von Itaquaquecetuba

Die Gemeinde wurde 1953 durch Landesgesetz gegründet.

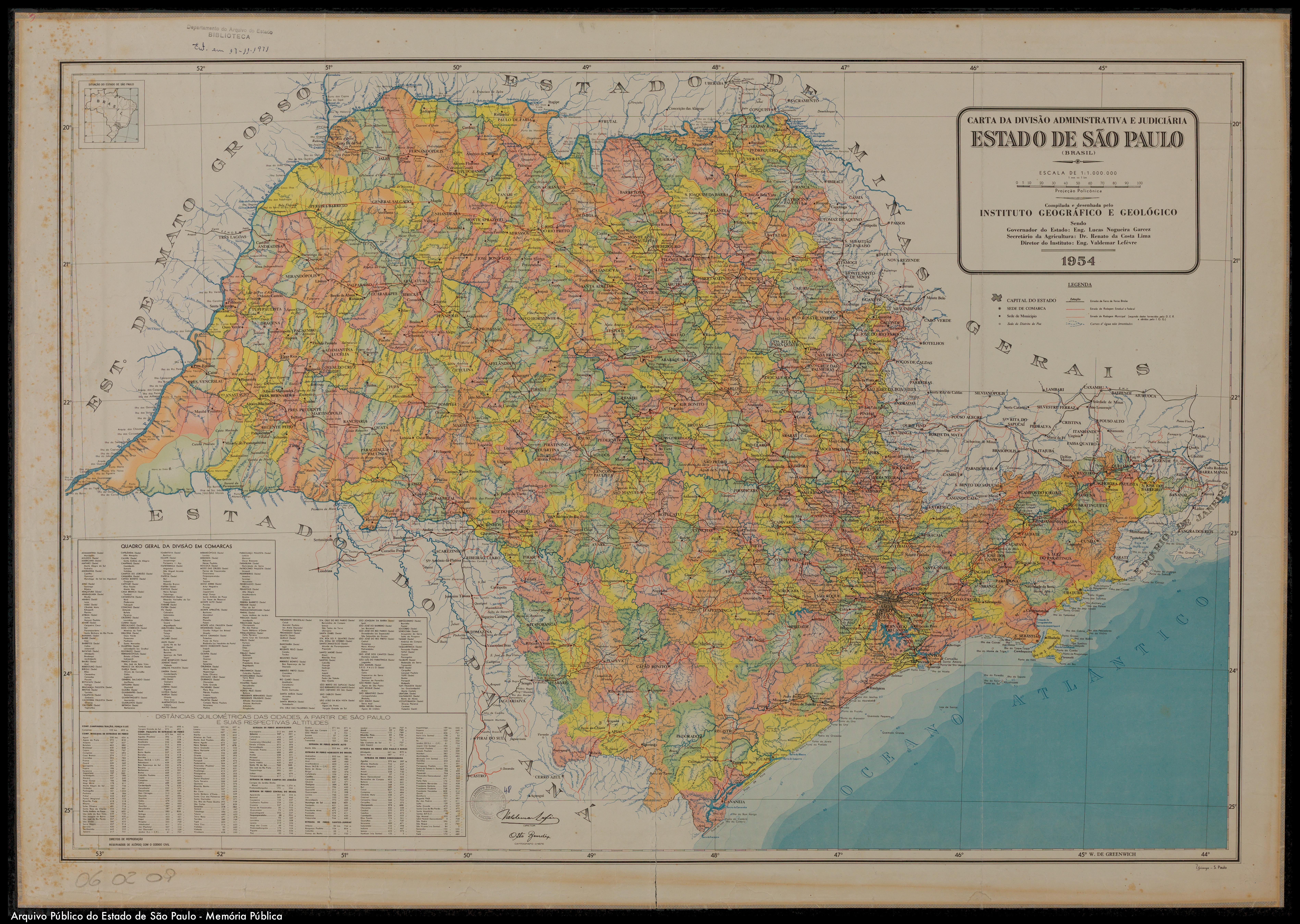
Karte des Bundesstaates São Paulo (1953).

## Geographie
Umliegende Gemeinden sind Arujá, Mogi das Cruzes, Suzano, Poá, São Paulo und Guarulhos.

## Verkehr
Die Stadt wird von der Linie 12 der Companhia Paulista de Trens Metropolitanos, einem S-Bahn-System der Metropolregion São Paulo, angefahren.

## Persönlichkeiten
- Cafu (* 1970), Fußballspieler